# Dipodomys merriami
Dipodomys merriami és una espècie de mamífer rosegador de la família dels heteròmids. Viu a Mèxic i els Estats Units. Els seus hàbitats naturals són les zones de sòl sorrenc, argilós, gravós o rocós amb vegetació de tipus matollar desèrtic, artemísies, pins pinyoners-ginebres i arbres de Josuè. És una espècie en risc mínim, és a dir, no sembla que hi hagi cap amenaça significativa per a la seva supervivència.
Aquest tàxon fou anomenat en honor del metge i naturalista estatunidenc Clinton Hart Merriam.